# Marienhagen (Duingen)
Marienhagen ist ein Ortsteil des Fleckens Duingen im Landkreis Hildesheim in Niedersachsen.

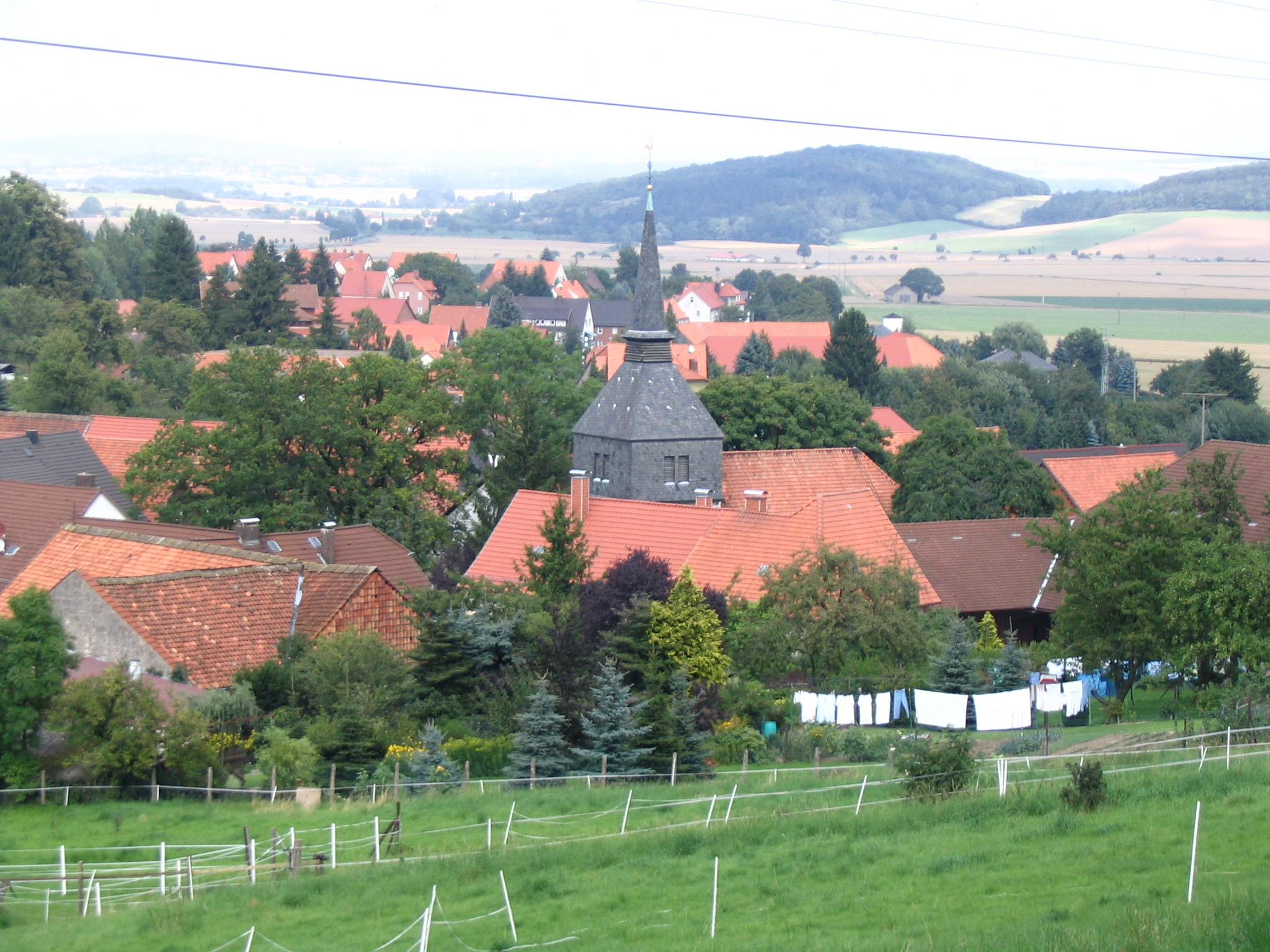
Marienhagen, Blick nach Nordosten

## Geografie
Lage
Marienhagen liegt im Leinebergland östlich vom Naturpark Weserbergland Schaumburg-Hameln zwischen Elze im Norden und Eschershausen im Süden. Nordwestlich erstreckt sich der Thüster Berg und südöstlich der Duinger Berg.

## Geschichte
Im Zweiten Weltkrieg wurde Marienhagen am 26. Juli 1941 von vier Spreng- und drei Brandbomben getroffen. Fünf Wohnhäuser wurden stark beschädigt.

### Ehemaliges Kalkwerk
Friedrich Rogge (1850–1900) gründete 1873 ein Kalkwerk. Das Material wurde ab 1886 mittels einer Schmalspurbahn mit 800 mm Spurweite nach Banteln und mit der Hildesheim-Peiner Kreis-Eisenbahn-Gesellschaft in die Ilseder Hütte gebracht. Mit der Bahn wurden zwischen 1920 und 1927 im öffentlichen Verkehr auch Personen befördert, danach nur noch im Werksverkehr. Das Material wurde im Steinbruch Marienhagen abgebaut. Dort arbeiteten im Zweiten Weltkrieg einige Kriegsgefangene. Auch hatte dort das Trillke-Werk für die Herstellung von Anlassern für Panzer ein Projekt in U-Verlagerung. Bahn und Werk wurden Ende 1961 stillgelegt.
Teile des ehemaligen Kalksteinbruchs werden zum Extremklettern benutzt, da er mit bis zu 60 Metern Höhe „die höchste Wand im Norden Deutschland“ aufweist.

### Eingemeindungen
Zum 1. November 2016 fusionierten die Mitgliedsgemeinden der Samtgemeinde Duingen, darunter Marienhagen, zum neuen Flecken Duingen.

### Einwohnerentwicklung
| Jahr      | 1895 | 1910   | 1925   | 1933   | 1939   | 1950   | 1973   | 1975   | 2000   | 2015  | 2016  |
| --------- | ---- | ------ | ------ | ------ | ------ | ------ | ------ | ------ | ------ | ----- | ----- |
| Einwohner | 690  | 761    | 722    | 688    | 766    | 1365   | 1073   | 1091   | 888    | 727   | 773   |
| Quelle    | ¹    | [ 13 ] | [ 14 ] | [ 14 ] | [ 14 ] | [ 15 ] | [ 16 ] | [ 17 ] | [ 18 ] | [ 1 ] | [ 2 ] |

¹ laut Versionsgeschichte des Ortes

## Religion

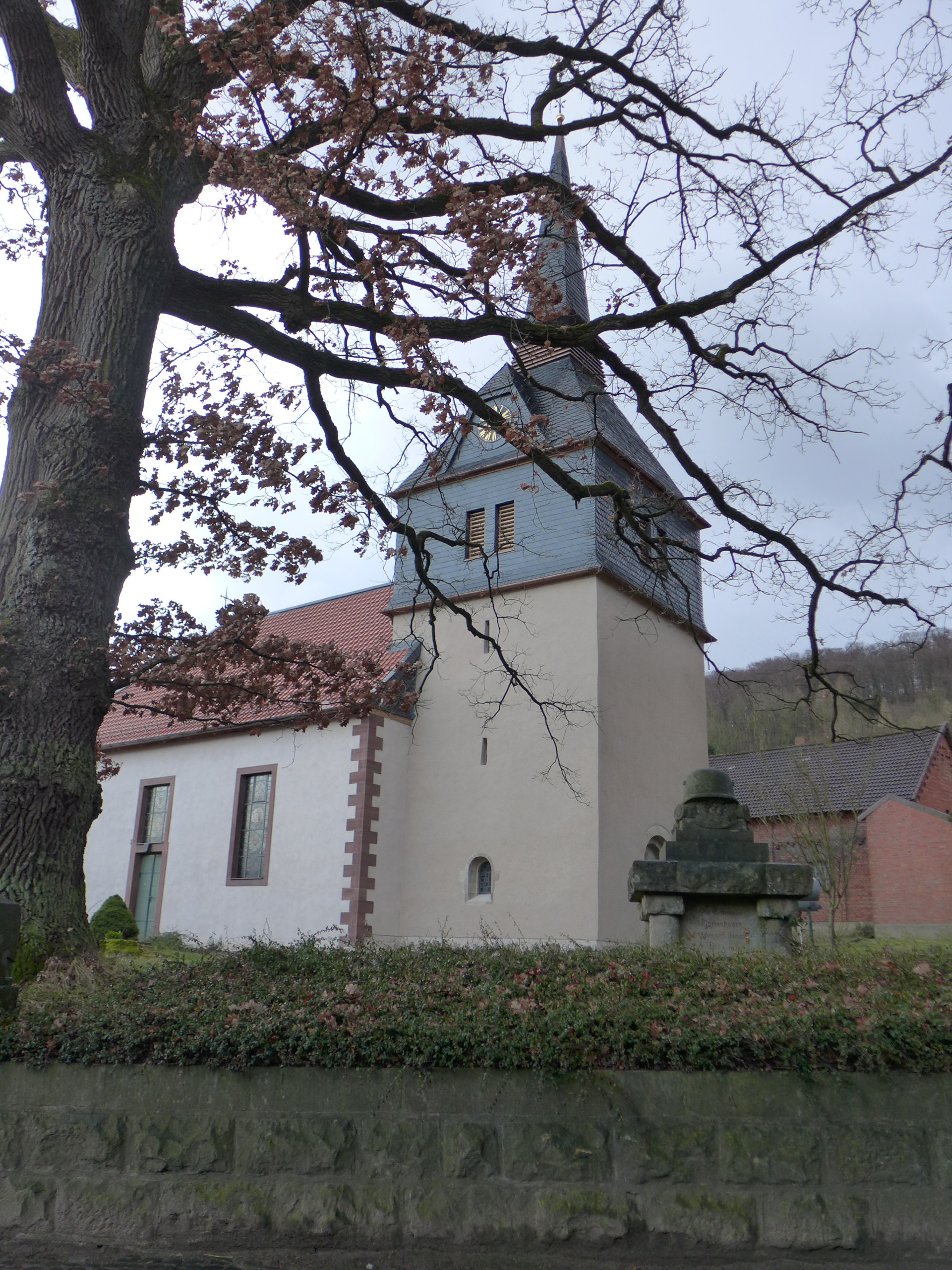
Marienkirche

Die Marienkirche gehört zum Kirchenkreis Hildesheimer Land-Alfeld der Evangelisch-lutherischen Landeskirche Hannovers.
Erst durch die Flucht und Vertreibung Deutscher aus Mittel- und Osteuropa infolge des Zweiten Weltkriegs ließen sich wieder Katholiken in größerer Zahl im seit der Reformation evangelisch-lutherischen Marienhagen und den umliegenden Ortschaften nieder. Sie gehörten zunächst zur neugebildeten Pfarrvikarie Gronau-Land, und nach deren 1946 erfolgter Teilung zur Pfarrvikarie Gronau-West. Sitz der neuen Pfarrvikarie war Marienhagen, da das hier ansässige Kalkwerk Neuzugezogenen Arbeitsmöglichkeiten bot. Als der in Marienhagen ansässige Priester nach Duingen umzog, wurde 1956 auch der Sitz der Pfarrvikarie Marienhagen nach Duingen verlegt, wo später eine katholische Kirche erbaut wurde.

## Politik

### Gemeinderat und Bürgermeister
Marienhagen wird auf kommunaler Ebene vom Gemeinderat des Fleckens Duingen vertreten.

### Wappen
Der Gemeinde wurde das Kommunalwappen am 24. Juli 1939 durch den Oberpräsidenten der Provinz Hannover verliehen. Der Landrat aus Alfeld überreichte es am 29. November desselben Jahres.
| Wappen von Marienhagen | Blasonierung: „Schild geteilt oben in Rot die schräggekreuzten silbernen Berghämmer (Schlägel und Eisen) mit goldenen Stielen, unten in Gold ein grünes, zweiblättriges Buchenreis mit geöffnetem, grünem, vierblättrigem Fruchtbecher, darin zwei goldene Buchnüsse.“ |
| Wappen von Marienhagen | Wappenbegründung: Das Wald- und Bergdorf Marienhagen, einst sich mühselig vom kargen Ertrag seiner zumeist wenig fruchtbaren Äcker und durch Waldarbeit ernährend, gelangte durch große Steinbrüche, deren Begründer Fritz Rogge – ein Sohn Marienhagens – war, zu Blüte und Wohlstand, deshalb die beiden Berghämmer. Das Buchenreis weist hin auf die nahen, herrlichen Buchenwälder, denen die Liebe aller Ortsinsassen gehört. |

## Kultur und Sehenswürdigkeiten

### Bauwerke
- Evangelische Marienkirche. Das Baudenkmal wurde 2017–2019 zuletzt restauriert.[22]

### Freizeit und Naherholung
Rings um Marienhagen gibt es Wandermöglichkeiten, zum Beispiel auf dem Duinger Berg und dem Thüster Berg. Eine Wanderroute verläuft von Marienhagen über den Kamm des Thüster Bergs zum Lönsturm und weiter bis nach Salzhemmendorf.

### Vereine
- Musikverein Marienhagen e. V. (Blasorchester, seit 1967)
- TSV Marienhagen e. V. (Fußball, Tischtennis, Badminton, Judo, Turnen)

## Wirtschaft und Infrastruktur

### Betriebe
In Marienhagen bestehen einige kleinere Handwerksbetriebe.

### Verkehr

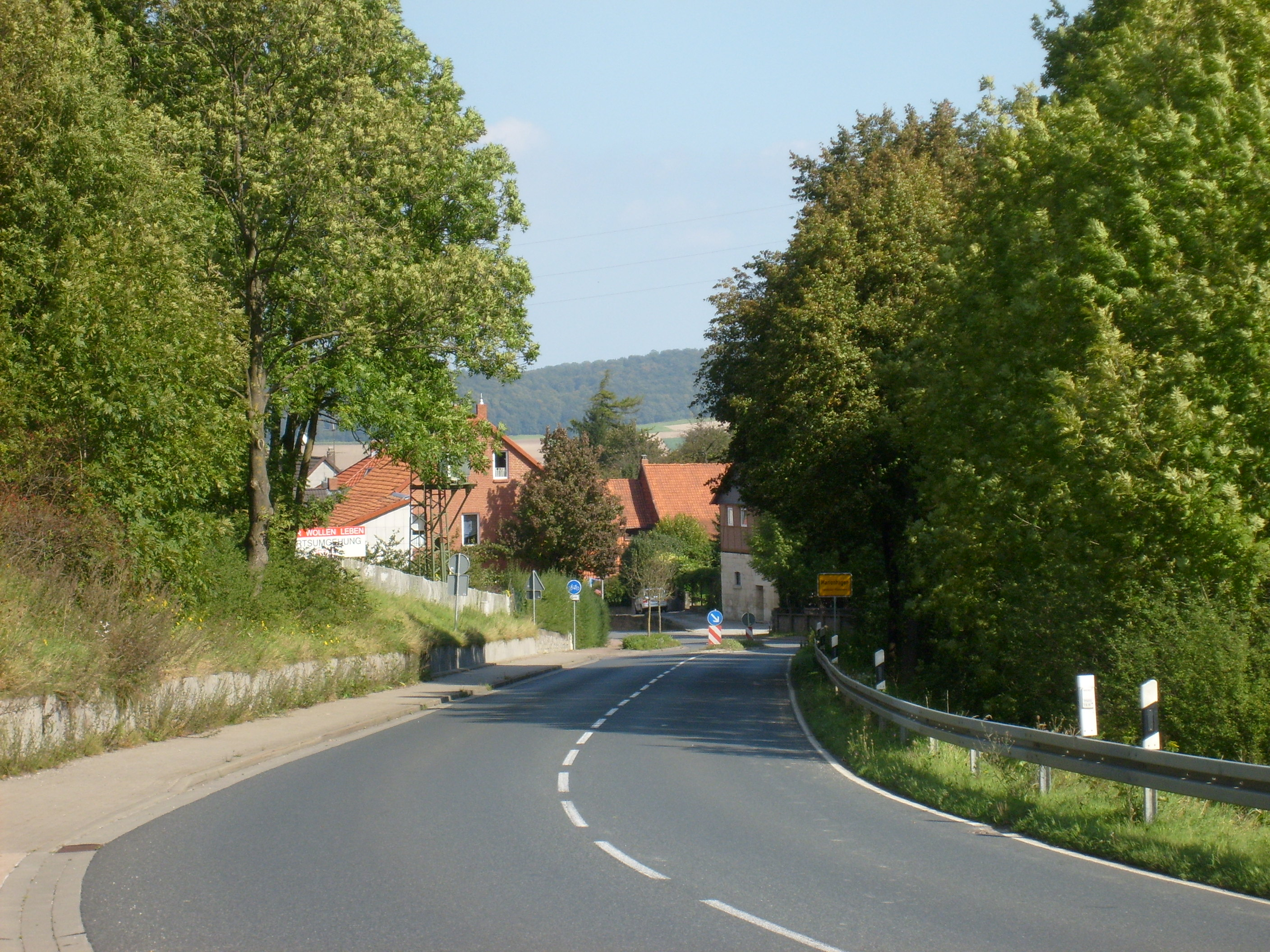
Ortseingang Oberdorf

Marienhagen ist über die Bundesstraße 240, die direkt durch den Ort führt, an das Straßennetz angeschlossen.

### Öffentliche Einrichtungen
- Freibad
- Freiwillige Feuerwehr Marienhagen

### Soziale Einrichtungen
- Es gibt einen Kindergarten in der ehemaligen Dorfschule